# Passiflora mutisii
Passiflora mutisii är en passionsblomsväxtart som beskrevs av Ellsworth Paine Killip. Passiflora mutisii ingår i släktet passionsblommor, och familjen passionsblomsväxter. Inga underarter finns listade i Catalogue of Life.